# Lypha nivalis
Lypha nivalis är en tvåvingeart som beskrevs av Herting 1973. Lypha nivalis ingår i släktet Lypha och familjen parasitflugor. Inga underarter finns listade i Catalogue of Life.